# サイボー
サイボー株式会社は、埼玉県川口市に本社を置く繊維製品の製造、販売や不動産事業をする企業である。利益の中心はイオンモール2店（イオンモール川口、イオンモール川口前川）などの不動産事業である。

## 沿革
- 1948年 - 埼玉紡績株式会社を設立。
- 1953年 - 東京証券取引所に店頭公開。
- 1961年 - 東京証券取引所2部に上場。
- 1967年 - 現社名に変更。

## 主な所有物件

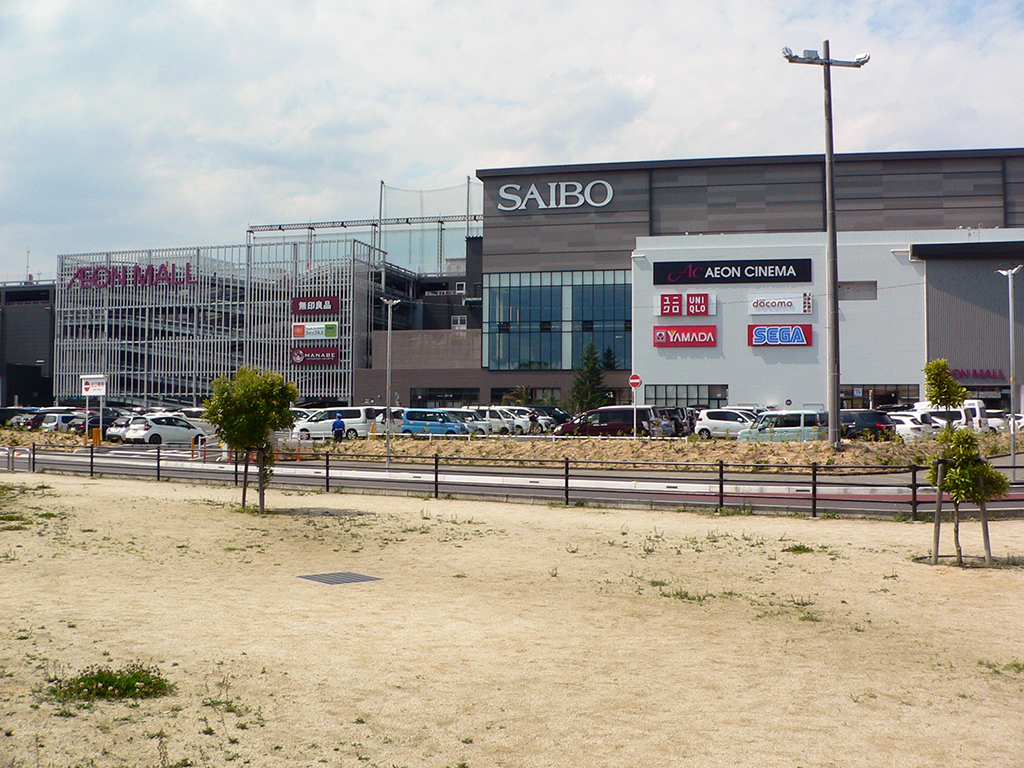
イオンモール川口
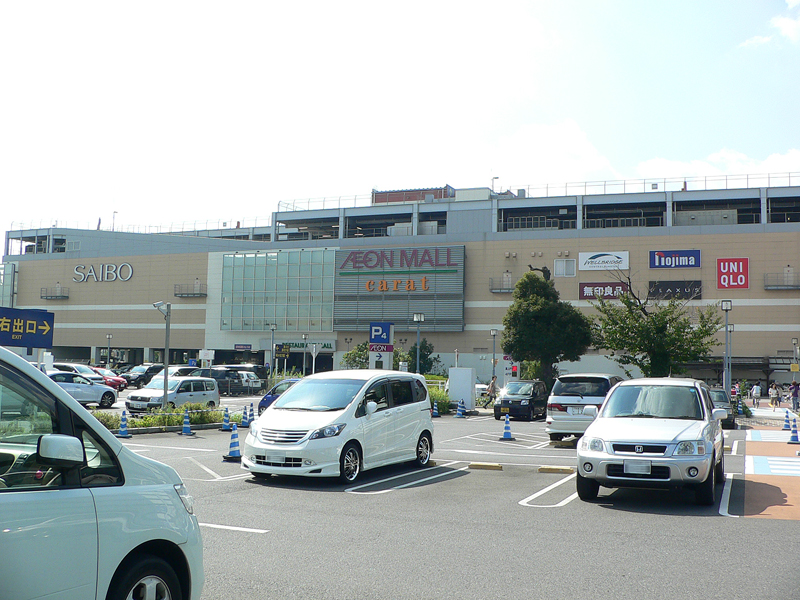
イオンモール川口前川

- イオンモール川口
- イオンモール川口前川

## 関連会社
- 神根サイボー株式会社
- フロリア株式会社
- 埼栄不動産株式会社
- 埼玉興業株式会社（公認自動車教習所・ゴルフ練習場経営）
  - 川口自動車学校（公認自動車教習所・2013年に閉校）
  - 川口グリーンゴルフ（ゴルフ練習場）
  - 黒浜グリーンゴルフ（ゴルフ練習場）
  - 騎西グリーンゴルフ（ゴルフ練習場）
- ネッツトヨタ東埼玉株式会社
- 株式会社ホテルサイボー
  - ホテル日本橋サイボー（ビジネスホテル経営）
- 株式会社グリーンテニス
  - グリーンテニスプラザ（テニスクラブ経営）
- サイボークリエイト株式会社